# ايلوري
ايلوري، (بالإنجليزية: Illorai)‏، هي بلدية، في مقاطعة ساساري، في منطقة سردينيا الإيطالية، وتقع على بعد حوالي 130 كم (81 ميل) إلى الشمال من كالياري، وحوالي 60 كم (37 ميل) جنوب شرق ساساري.

## السكان
في سنة 1861 بلغ عدد السكان 1٬066 نسمة، وتطور العدد ليصل في سنة 2011 لـ 953 نسمة.
يظهر هذا المخطط البياني تطور النمو السكاني لـ ايلوري